# Björn Tiberg
Björn Gustaf Georg Tiberg, född 4 juni 1877 vid Långbans gruvfält i Färnebo socken, död 15 september 1948 på Högbo sanatorium i Falun, var en svensk bergsvetenskapsman.
Björn Tiberg var son till Hugo Tiberg och Elise Pettersson. Efter mogenhetsexamen i Karlstad 1895 studerade han läsåret 1895–1896 som extra elev vid bergsskolan i Filipstad. 1897 blev han elev vid Tekniska högskolan i Stockholm, varifrån han utexaminerades som bergsingenjör 1901. 1902 tjänstgjorde han som kemist vid Degerfors järnverk, och 1903 och 1904 var han en av ledarna för två expeditioner till Västgrönland. 1905–1909 var han avdelningschef (gruvingenjör) vid norska gruvor (Kåfjord i Alta med flera), tillhörande Sulitelma aktiebolag. Därefter drev han 1909–1910 akademiska studier vid Uppsala universitet och tjänstgjorde sedan som tillförordnad lärare vid bergsskolan i Filipstad 1911–1913. 1913–1930 verkade han som lärare i gruvvetenskap och geologi med mera vid bergsskolan i Falun. Samtidigt var han 1913–1919 tillförordnad gruvingenjör i Gävle-Dala bergmästaredistrikt, och ordinarie sådan 1920–1931. Från 1931 till avskedstagandet 1942 var han bergmästare i samma distrikt, som 1937 utökades och därpå fick namnet Östra bergmästaredistriktet. Tiberg skrev uppsatser av gruvtekniskt innehåll och utgav 1931, med ekonomiskt stöd av Jernkontoret, sitt stora huvudarbete Mineralfyndigheter, deras geologi, uppsökande och undersökning jämte värdering av malmer och mineralprodukter. Efter avskedstagandet 1942 arbetade han vid flera gruvfält som expert i magnetometri. 1915 blev Tiberg ledamot av styrelsen för Ingenjörsklubben i Falun och intog i denna en ledande ställning. Längre fram, 1934–1947, verkade han som Värmländska bergsmannaföreningens ständige sekreterare.